# Matías Martínez Burgos
Matías Martínez-Burgos (San Martín de Humada, 1880 - Burgos, 2 de julio de 1957) fue un filólogo, arqueólogo y latinista español.

## Biografía
Se doctoró en Teología (1901) y en Filosofía y Letras, especializándose en dialectología en el Centro de Estudios Históricos. En 1911 fue admitido como miembro del Cuerpo facultativo de archiveros, bibliotecarios y arqueólogos y posteriormente fue jefe del museo de Burgos (1913-1950), cuyos fondos catalogó. Era correspondiente de la Real Academia de la Historia y de la Real Academia de Bellas Artes de San Fernando y de la CPMHA de Burgos y, posteriormente, de la Institución Fernán González, de la que fue uno de sus fundadores en 1946, desempeñando el cargo de bibliotecario de la misma.
Dirigió diversas excavaciones arqueológicas en pueblos de la provincia de Burgos, entre las que destacan las de Clunia, Miraveche y Campolara. Hizo ediciones de clásicos de la ascética y la mística españolas y publicó en 1955 una versión modernizada del Cantar de mio Cid con prólogo de Ramón Menéndez Pidal. También confeccionó un diccionario bilingüe latino-español / español latino escolar en 1939 que tuvo algunas reimpresiones. Su obra más conocida fue una transcripción paleográfica del manuscrito de Jaén del Cántico espiritual (San Juan de la Cruz), 1924. Sus otros trabajos tienen carácter arqueológico.

## Obras
- Hallazgos arqueológicos en Poza de la Sal, Burgos, 1935.
- "La necrópolis de Hornillos del Camino", en MMAP, VI.
- Fray Francisco de Vitoria; vindicación documental de su patria, con datos inéditos de su vida, en homenaje centenario, 1948
- Catálogo del Museo Arqueológico Provincial de Burgos, 1935
- La casa del Cordón o el Palacio de los Condestables de Castilla: Su renacimiento en 1936, con la Junta Técnica del Nuevo Estado Español, 1938.
- El Arco de Santa María y El Museo Arqueológico Provincial de Burgos: notas seleccionadas, 1929
- Diccionario escolar latino-español, español-latino, prosódico, etimológico, sintáctico, 1939.
- Los sepulcros de madera policromada del Monasterio de Vileña (Burgos), 1936.
- El Cid estadista. Conferencia de D. Matías Martínez-Burgos... el 10 de mayo de 1951, Burgos, 1951
- Guía turístíca de Burgos, 1955.

### Ediciones
- San Juan de la Cruz, El Cántico espiritual, según el ms. de las Madres carmelitas de Jaén, Madrid: La Lectura, 1924, muy reimpreso.
- Fray Antonio de Guevara, Menosprecio de corte y alabanza de aldea, 1915, muy reimpreso.
- Fray Luis de Granada, Guía de pecadores, Madrid: La Lectura, 1929, muy reimpreso.
- Poema de Mío Cid, traducción exacta, en metro desigual y rima asonante... por M. Martínez-Burgos, ...; prólogo del D. Ramón Menéndez Pidal. Burgos: Aldecoa, 1955.